# Calymmaria yolandae
Calymmaria yolandae là một loài nhện trong họ Hahniidae.
Loài này thuộc chi Calymmaria. Calymmaria yolandae được miêu tả năm 2004 bởi Heiss & Draney.